# Rácz Ödön (nagybőgős)
Rácz Ödön (Budapest, 1981. szeptember 6. –) nagybőgő-művész, 2004-től a Bécsi Operaház és Filharmononikusok tagja, 2009-től a Bécsi Filharmonikusok szóló nagybőgőse.

## Tanulmányai, pályafutása
Apja is neves nagybőgős volt, kora gyermekkorától biztos volt abban, hogy őt követi majd. 1990-ben kezdte nagybőgő-tanulmányait a Tóth Aladár Zeneiskolában. 1990 és 1996 között időnként már szólistaként is fellépett. 1996 és 2000 között a Szent István Zeneművészeti Szakközépiskolában folytatta tanulmányait.  1996-ban a klasszikus zenei kategóriában megnyerte a Ki mit tud? országos zenei vetélkedőt. 1997-ben jelent meg első szólólemeze, Giovanni Bottesini, Johannes Matthias Sperger és Hans Fryba műveinek előadásával. 2000-ben az Euro Grand Prix Nemzetközi Zenei Fesztivál során megválasztották Európa nyolc legjobb fiatal zeneművésze egyikének.
Ugyancsak 2000-ben a Hannoveri Expón szólókoncertet adott zenekari kísérettel. 2001-től a bécsi zeneakadémia művészképzőjében folytatta tanulmányait, Alois Posch vezetésével. Az intézmény szólistaversenyén 2002-ben első helyezést ért el. Ugyancsak 2002-ben elnyerte a Johann Prunner nemzetközi nagybőgős verseny zsűrijének különdíját. 2003-ban harmadik helyen végzett az ARD nemzetközi nagybőgős versenyén, itt  közös lemezt készített Járdányi Gergellyel. 2004-ben felvették a Bécsi Filharmonikusok tagjai közé. Három évvel később megalapította a The Philharmonics nevű együttest a zenekar néhány szólistájával. 2008-tól tagja lett a Fritz Kreisler Kamarazenekarnak, valamint tanít a Salzburgi Nyári Akadémián.
Szólistaként fellépett olyan neves együttesekkel, mint a Müncheni Kamarazenekar, a Bajor Rádió Zenekara, a Bergeni Filharmonikusok. Karmesterei voltak Zubin Mehta, Riccardo Mutti, Daniel Barenboim, Gustavo Dudamel. Kamarazenei formációkban fellépett a Salzburgi Fesztiválon, a Luzerni Fesztiválon és az Izmir Fesztiválon is. Kamarapartnerei között van René Staar, Kovács Tibor és Xavier de Maistre, velük lemezt is készített.
2018. január 23-án kiemelkedően sikeres koncertet adott a budapesti Zeneakadémián a Liszt Ferenc Kamarazenekarral, valamint önálló szólistaként.